# Пегау
Пегау (њем. Pegau) град је у њемачкој савезној држави Саксонија. Једно је од 41 општинског средишта округа Лајпциг. Према процјени из 2010. у граду је живјело 4.684 становника. Посједује регионалну шифру (AGS) 14729350.

## Географски и демографски подаци
Пегау се налази у савезној држави Саксонија у округу Лајпциг. Град се налази на надморској висини од 127 метара. Површина општине износи 21,7 km². У самом граду је, према процјени из 2010. године, живјело 4.684 становника. Просјечна густина становништва износи 216 становника/km².